# Epitausa adelpha
Epitausa adelpha là một loài bướm đêm trong họ Erebidae.